# Zoöp
Zoöp of zoöperatie is een organisatiemodel voor bedrijven, organisaties, instituten en projecten dat de belangen van niet-menselijk leven onderdeel maakt van de besluitvorming. Het woord 'zoöp' wordt beschreven door het Instituut voor de Nederlandse Taal als: "Organisatie die een samenwerkingsverband is tussen zowel menselijke als niet-menselijke levensvormen, waarbij de belangen van de laatste vertegenwoordigd worden door een mens."
Zoöp is een governance-model in combinatie met een leerproces. Wanneer een organisatie dit governance-model toepast, wordt het een zoöperatie. Een zoöperatie maakt de belangen van ander-dan-menselijk leven onderdeel van de besluitvorming binnen de organisatie, door een onafhankelijke zogenaamde Spreker voor de Levenden toe te voegen aan de organisatie. Dit is een onafhankelijke adviseur en leraar die de rol en het mandaat heeft om de belangen van het anders-dan-menselijke leven in de operationele en ecologische sfeer van de Zoöp te vertegenwoordigen in het werk en de besluitvorming van de Zoöp. Met behulp van de Spreker voor de Levenden volgt de Zoöp een leerproces dat er op is gericht om te ontdekken hoe de organisatie symbiotische relaties kan ontwikkelen met de ecosystemen waaraan ze deelneemt. 
Er zijn meerdere zoöps in Nederland, waaronder de leerplek voor regeneratieve boeren Stichting Bodemzicht, centrum voor actuele beeldende kunst Stichting Kunstfort bij Vijfhuizen, circulaire en regeneratieve broedplaats De Ceuvel in Amsterdam-Noord, en Stichting Creative Coding Utrecht.
Het zoöp-organisatiemodel werd ontwikkeld door het Nieuwe Instituut van eind 2018 tot en met begin 2022. Hierna is Het Zoönomisch Instituut opgericht om organisaties te helpen Zoöp te worden. Het Nieuwe Instituut in Rotterdam werd zelf de eerste Zoöp ter wereld op de Dag van de Aarde op 22 april 2022.